# Michel Ries
Michel Ries (* 11. března 1998) je lucemburský profesionální silniční cyklista jezdící za UCI WorldTeam Arkéa–B&B Hotels.

## Hlavní výsledky
2015
Národní šampionát
2. místo časovka juniorů
2016
Národní šampionát
 vítěz silničního závodu juniorů
 vítěz časovky juniorů
2017
Národní šampionát
2. místo časovka do 23 let
2018
Národní šampionát
3. místo časovka do 23 let
Giro Ciclistico d'Italia
9. místo celkově
Tour de l'Avenir
10. místo celkově
2019
Giro della Valle d'Aosta
vítěz 3. etapy
Tour de l'Avenir
7. místo celkově
Giro di Sicilia
9. místo celkově
2020
Národní šampionát
 vítěz časovky do 23 let
2021
Národní šampionát
2. místo časovka
7. místo Mont Ventoux Dénivelé Challenge
2022
Národní šampionát
2. místo časovka
9. místo Giro dell'Appennino
9. místo Mercan'Tour Classic
2023
Národní šampionát
2. místo silniční závod
5. místo časovka

### Výsledky na Grand Tours
| Grand Tour      | 2020 | 2021 | 2022 | 2023 | 2024 |
| --------------- | ---- | ---- | ---- | ---- | ---- |
| Giro d'Italia   | —    | —    | —    | 86   | 25   |
| Tour de France  | —    | —    | —    | —    |      |
| Vuelta a España | 60   | —    | —    | 66   |      |

| —   | Nezúčastnil se |
| DNF | Nedokončil     |